# Ключевское (Ставропольский край)
Ключевско́е — село в Труновском районе (муниципальном округе) Ставропольского края России.

## География
Расстояние до краевого центра: 36 км.
Расстояние до районного центра: 14 км.

## История
По состоянию на 1925 год село было центром Ключевского сельсовета (и единственным населённым пунктом в его составе) Московского района Ставропольского округа Северо-Кавказского края (с 1937 года — Орджоникидзевский край, с 1943 года — Ставропольский край):282—283. Согласно «Списку населённых мест Северо-Кавказского края» на 1925 год, село состояло из 174 дворов, в которых проживало 914 человек (441 мужчина и 473 женщины). В Ключевском имелись партийная организация, школа, библиотека (изба-читальня), 7 мелких промышленных предприятий (включая 6 мельниц и кузницу), а также 3 пруда. На базар местные жители ездили в село Терновку:282—283.
По данным переписи 1926 года по Северо-Кавказскому краю, в селе Ключевка числилось 194 хозяйства и 1001 житель (467 мужчин и 534 женщины). Среди местного населения 99,6 % составляли русские (997 человек):268.
В августе 1942 года немцы несколько дней держали в амбаре колхоза «Красные ключи» без воды и пищи шесть советских граждан. После зверских издевательств над ними они были расстреляны.
До 16 марта 2020 года село входило в упразднённый Труновский сельсовет.

## Население
| 1925 | 1926  | 1989 | 2002 | 2010 | 2014 | 2019 |
| ---- | ----- | ---- | ---- | ---- | ---- | ---- |
| 914  | ↗1001 | ↘347 | ↗481 | ↘443 | ↘400 | ↘380 |
| 2020 |       |      |      |      |      |      |
| ↘358 |       |      |      |      |      |      |

По данным переписи 2002 года, 59 % населения — русские, 35 % — чеченцы.

## Инфраструктура
- Сельская библиотека. Открыта 22 мая 1957 года[16]
- Открытое кладбище (ул. Ленина, 9а). Площадь участка 6619 м²[17].
- Колхоз им. Будённого. Упоминается в 1950—1955 годах[18]
- Колхоз «Красные ключи». Упоминается в 1946—1950 годах[18]
- Колхоз им. XVIII партсъезда. Упоминается в 1948—1950 годах[18]